# 505 (numero)
Cinquecentocinque (505) è il numero naturale dopo il 504 e prima del 506.

## Proprietà matematiche
- È un numero dispari.
- È un numero composto con 4 divisori: 1, 5, 101, 505. Poiché la somma dei suoi divisori (escluso il numero stesso) è 107 < 505, è un numero difettivo.
- È un numero semiprimo.
- È un numero palindromo e un numero ondulante nel sistema numerico decimale.
- È un numero congruente.
- È parte delle terne pitagoriche (100, 495, 505), (217, 456, 505), (303, 404, 505), (336, 377, 505), (505, 1212, 1313), (505, 5088, 5113), (505, 25500, 25505), (505, 127512, 127513).

## Astronomia
- 505 Cava è un asteroide della fascia principale del sistema solare.
- NGC 505 è una galassia lenticolare della costellazione dei Pesci.

## Astronautica
- Cosmos 505 è un satellite artificiale russo.

## Telecomunicazioni
+505 è il prefisso telefonico internazionale del Nicaragua.